# Bishop's Stortford vasútállomás
Bishop's Stortford vasútállomás a West Anglia Main Line vonali állomás Bishop's Stortfordban, Hertfordshirében, Angliában. Sawbridgeworth és Stansted Mountfitchet állomások közt található, 48,8 km távolsárra London Liverpool Street-től. Az állomás három betűs kódja: BIS.
Az állomás és minden vonata a Greater Anglia által üzemeltet, beleértve a fél óránként közlekedő
Stansted Express szolgáltatást, mely közvetlen csatlakozást biztosít a London-Stansted repülőtérhez.